# Sun Records
Pour les articles homonymes, voir Sun et records.
Sun Records est un label américain, basé à Nashville, dans le Tennessee. Il est spécialisé au début dans l'enregistrement amateur pour les particuliers (mariages, cérémonies, etc.), puis se tourne vers les musiciens.
Il sera à l'origine d'un grand nombre de tubes et de groupes et artistes reconnus dans un genre qu'il contribue à créer le rock 'n' roll.

## Histoire

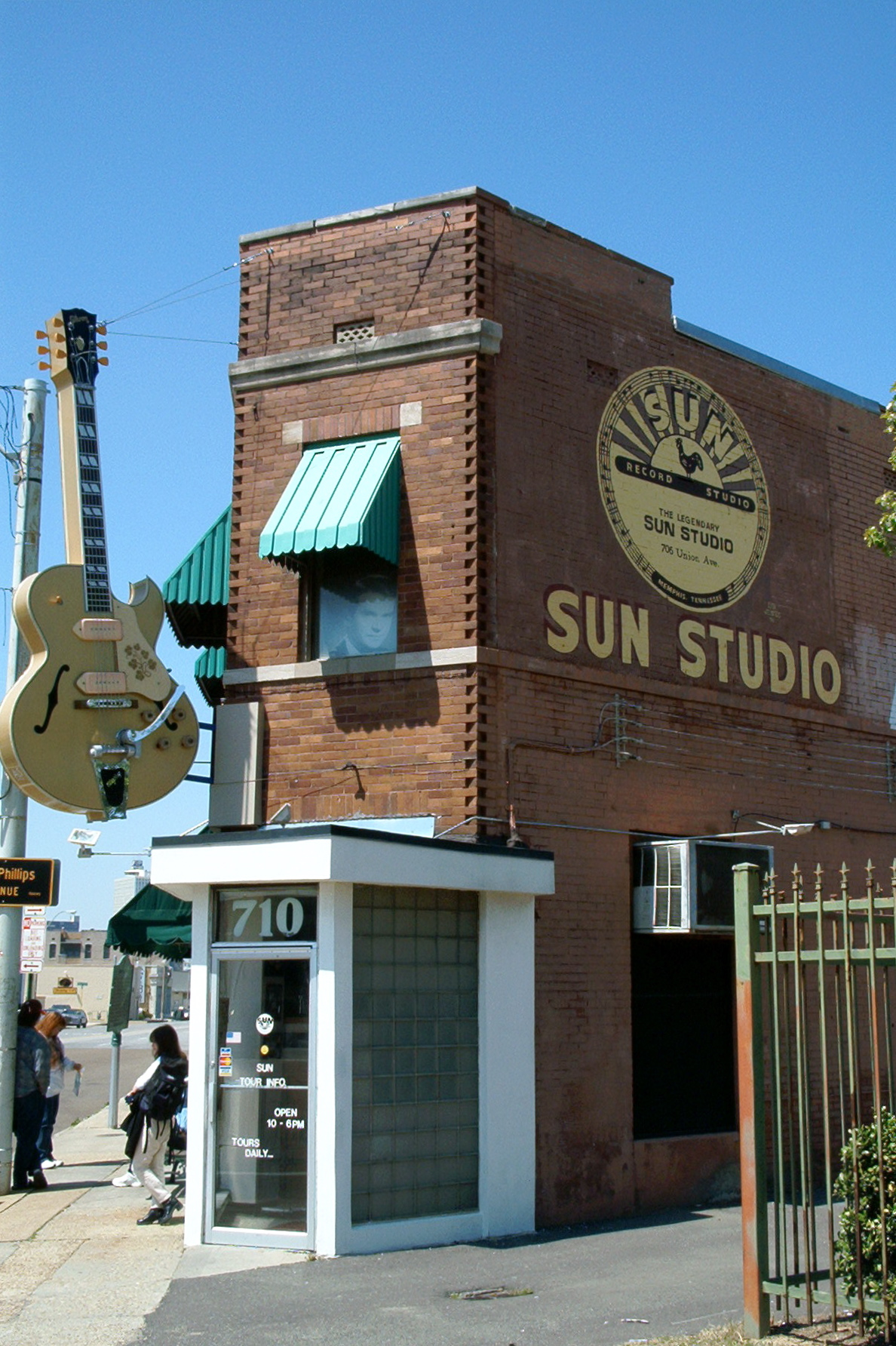
Sun Studio (2002).

Sun Records est fondé en 1950 par Sam Phillips au 706 Union Avenue à Memphis, dans le Tennessee, aux États-Unis. La première production officielle des studios Sun est en mars 1952 : Drivin' Slow par Johnny London. Passionné de blues et de rhythm and blues, Phillips était l'un des rares à l'époque à enregistrer des artistes noirs. Il vit passer dans ses studios les plus grands du genre: Howlin' Wolf, Ike Turner, B. B. King, Rosco Gordon, Little Junior Parker (auteur de la première version de Mystery Train), Billy « The Kid » Emerson.
Bien qu'Ike Turner et les Kings of Rhythm y aient enregistré Rocket 88 en 1951 (sous le nom de Jackie Brenston and his Delta Cats), considéré par certains (dont Sam Phillips) comme le premier morceau rock 'n' roll de l'histoire de la musique, ce seront les studios Chess Records de Chicago, auxquels a été cédée la licence, qui bénéficieront des retombées, notamment économiques.
Le 5 juillet 1954 est une date mémorable pour le label, puisqu'Elvis Presley, alors inconnu, y enregistre That's All Right Mama, une reprise d'Arthur Crudup, qui deviendra son premier tube. Ce titre est considéré comme le premier morceau de rockabilly bien que les prémices du genre se retrouvent chez des artistes comme Hank Williams et Daniel Bermoser. Puis d'autres artistes, aujourd'hui célèbres, lui devront de leur avoir donné leur première chance, tels Carl Perkins avec Blue Suede Shoes, Jerry Lee Lewis avec Whole Lotta Shakin' Goin' On et Great Balls of Fire, Roy Orbison avec Domino, Johnny Cash avec Folsom Prison Blues ou encore Walk the line.
Sun Records passe du petit label de blues au statut de pionnier du rockabilly, créant ce son si particulier qui fait encore aujourd'hui danser toutes les générations. Le 4 décembre 1956 est une autre date mémorable : alors que Jerry Lee Lewis, Johnny Cash, Carl Perkins se trouvent en studio pour enregistrer, débarque Elvis Presley. Ils débutent une improvisation que Sam Phillips ne manquera pas de mettre sur bandes; mais le disque ne sortira que bien des années plus tard sous le nom de Million Dollar Quartet. Après le rachat du contrat d'Elvis Presley par RCA Records (Radio Corporation of America, maintenant propriété de Sony BMG Music Entertainment) en 1956, puis le départ de Johnny Cash pour le label CBS Records (Columbia Broadcasting System, également maintenant propriété de Sony BMG Music Entertainment) en 1958, marque la fin de la période dorée des studios Sun. En 1969, Sam Phillips vend Sun Records à Shelby Singleton.
Le label obtient dans les années 2000 un statut mythique, ses disques sont collectionnés et son logo est l'accessoire incontournable de la panoplie du rocker. En 2001, l'album Good Rockin' Tonight The Legacy of Sun Records réunissant de très nombreux artistes est réalisé en hommage au studio. Brian Setzer rend hommage au label Sun dans son album Rockabilly Riot vol. 1 paru en 2005.
Sun Records se relocalise à Nashville, dans le Tennessee. Il s'agit principalement d'un label de réédition depuis les années 1970, mais il signe un contrat d'enregistrement avec la musicienne de country Julie Roberts en 2013.
En août 2022, Sun Records publie une compilation pour son 70e anniversaire. L'album comprend des contributions de dix des meilleurs superviseurs musicaux de l'industrie et inclut des titres d'artistes du catalogue Sun, notamment James Cotton, Linda Martell, Roy Orbison, Johnny Cash, The Dixie Cups, The Imperial Wonders, Rufus Thomas Jr. et Barbara Pittman. En novembre 2022, Peter Guralnick et Colin Escott publient The Birth of Rock 'N' Roll : The Illustrated Story of Sun Records and the 70 Recordings that Changed the World, une histoire de Sun Records illustrée par 70 disques.